# Banco Itaú Paraguai
O Banco Itaú Paraguai S.A. é um banco privado do Paraguai, foi fundado em 1978 como Interbanco S.A., propriedade do Banco Nacional. Em 1995, foi adquirido pelo Grupo Unibanco. Como resultado da fusão entre o Unibanco e o Banco Itaú em 2008, foi renomeado para Banco Itaú Paraguai S.A. em 2010. O Itaú é considerado o maior banco no Paraguai. José Britez Infante assumiu como CEO no final de 2020, substituindo o brasileiro André Gailey. É a primeira vez que um paraguaio ocupa essa posição.

## História
A história do banco se iniciou em março de 1978, quando o Banco Nacional fundou o Interbanco no Paraguai. Em 1995, com a compra do Banco Nacional pelo Unibanco, o Interbanco passou a fazer parte do grupo Unibanco, sendo a primeira operação do mesmo fora do Brasil. Em 2004, o Unibanco anunciou a compra da carteira de crédito e a divisão de cartões de crédito do Citibank no Paraguai por US$ 30 mil.
Em 2008, o Unibanco se fundiu com o Itaú, formando o Itaú Unibanco. A marca Interbanco, herdada do Unibanco, deixou de existir em 2010 quando o Itaú decidiu mudar o nome do banco para Itaú Paraguai, seguindo a marca da instituição-mãe Itaú Unibanco, refletindo uma maior integração ao grupo maior.
Em 2012, o OFID liberou US$ 40 milhões para o Itaú Paraguai, para financiar o setor agrícola paraguaio e investimento no setor de financiamento para pequenas empresas. O Itaú também usou uma estratégia em 2012 de descontos em cartões de crédito, chegando a descontos de 30%, incomodando a concorrência no país.
Em 2012, o banco tinha 30 agências e também a maior clientela bancaria do Paraguai com 300 mil clientes, também à época líder em ativos no país com US$ 1,96 bilhões e também tinha a operação mais diversificada da região. Financiava consumidores, pequenos agricultores, grupos paraguaios e subsidiárias de empresas brasileiras no país. Em 2017, os ativos somaram US$ 3,62 bilhões e chegou a 495 mil clientes, com destaque para financiamentos em agricultura e pecuária, que compõem 28,7% do portfolio do banco.
Em 2019, a então presidente Viviane Viaras foi substituída por André Gailey, que mais tarde em 2020 seria substituído por Jose Britez. Em 2020, o Itaú Unibanco comprou a corretora paraguaia Verbank Securities, ampliando seus serviços de investimentos.